# Mahabalipuram

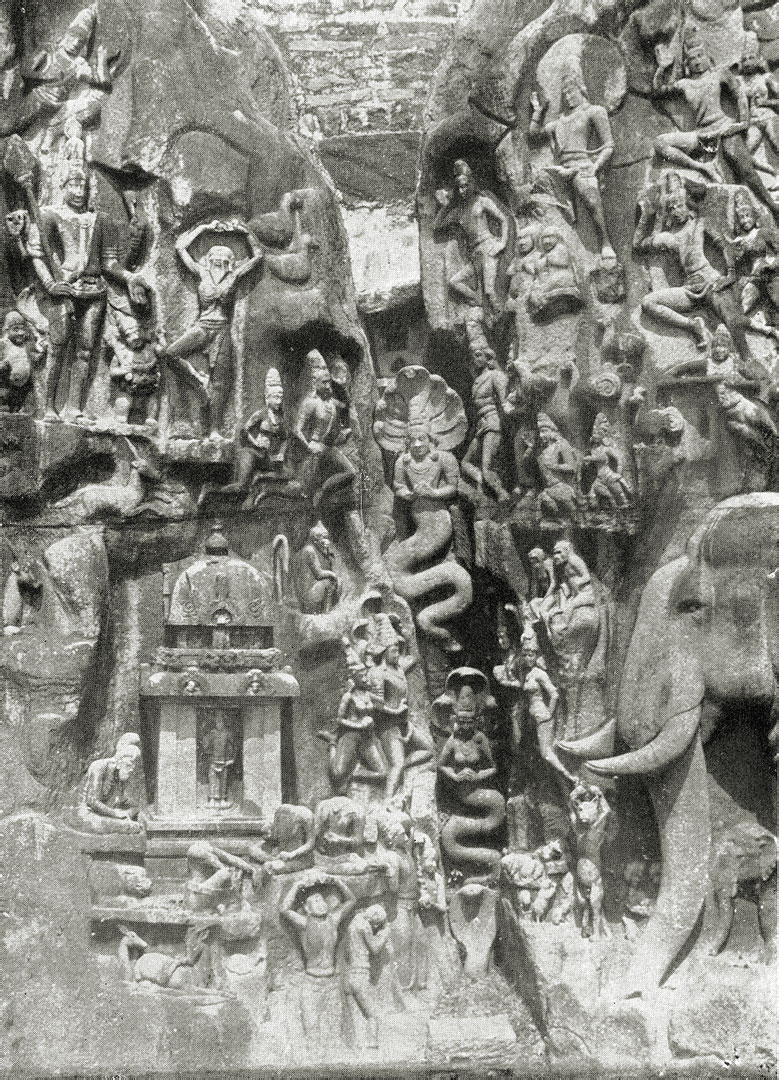
Gangawatarana – Zesłanie Gangesu

Mahabalipuram (tamil: மகாபலிபுரம்), niekiedy również Mamallapuram – miejscowość w Indiach w stanie Tamil Nadu, nad brzegiem Zatoki Bengalskiej. Mieszczą się w niej liczne świątynie i zabytki rzeźbiarskie z czasów dynastii Pallawów z VII-VIII w. Ich państwo, nastawione na handel i ekspansję morską w Mahabalipuramie miało swój główny port. Na jego potrzeby, jako latarnię morską wykorzystywano świątynię Olakaneśwary, zbudowaną na wysokiej skale w VIII w. Na jej płaskim dachu rozpalano ogień, aby określać statkom położenie portu.
Do ciekawych świątyń należy tzw. mandapa Kryszny oraz Pięć Wozów – kompleks pięciu świątyń typu ratha, nazwanych imionami pięciu braci Pandawów. W rzeczywistości są to świątynie śiwaickie. Wykuto je wszystkie z jednego bloku skalnego. Innym ciekawym obiektem jest nadbrzeżna świątynia Śiwy, otoczona dziesiątkami posągów jego wierzchowca, byka Nandina.
Najbardziej znanym obiektem całego zespołu jest ogromna płaskorzeźba Zesłanie (Narodziny) Gangesu – Gangawatarana. Ma ona 10 m. wysokości a 30 długości. Przedstawia moment sprowadzenia na wysuszoną ziemie rzeki Ganges na skutek modlitw Ardżuny. Rzekę na płaskorzeźbie wyobrażał strumień wody płynący szczeliną przez całą wysokość płaskorzeźby do zbiornika. Dziś szczelina jest sucha. W kierunku tej strugi skierowane są wszystkie wyrzeźbione istoty, przy czym szczególnym artyzmem odznaczają się wizerunki zwierząt. Kompleks w Mahabalipuram znajduje się od roku 1984 na liście światowego dziedzictwa UNESCO

## Mahabalipuram w filmie
Mahabalipuram można zobaczyć jako tło niektórych scen tamilskiego filmu Maayavi.